# Üres szorzat
A matematikában az üres szorzat, tényezők nélküli szorzat vagy nulláris szorzat a tényezők nélküli szorzás végeredménye. Megegyezés alapján az üres szorzat értéke megegyezik a multiplikatív egységelemmel (azaz 1-gyel), ha az a kérdéses szorzásművelet esetében létezik, hasonlóan ahhoz, ahogy az összeadás esetében az üres összeg értéke megegyezés szerint 0, avagy az additív egységelem.
Az „üres szorzat” kifejezés leggyakrabban számtani műveletekkel kapcsolatban fordul elő. Értelmezhető azonban halmazok metszete, kategóriaszorzat, számítógép-programozási szorzás esetében is, ezeket lejjebb tárgyaljuk.

## Nulláris számtani szorzat

### Motiváció
Legyen a1, a2, a3,... egy számsorozat, és legyen
{\displaystyle P_{m}=\prod _{i=1}^{m}a_{i}=a_{1}\cdots a_{m}}
a sorozat első m tagjának a produktuma. Ekkor
{\displaystyle P_{m}=a_{m}\cdot P_{m-1}}
Minden m = 1,2… számra, feltéve, ha a következő megegyezés szerint járunk el: {\displaystyle P_{1}=a_{1}} és {\displaystyle P_{0}=1}. Más szavakkal, a {\displaystyle P_{1}} egytényezős „szorzata” magát a tényezőt adja vissza, míg a tényezők nélküli {\displaystyle P_{0}} „szorzat” értékét 1-nek tekintjük. A 0 vagy 1 tényezőjű szorzat megengedése számos matematikai képletben lecsökkenti az esetek számát, amivel foglalkozni kell. Az ilyen szorzatok természetes kiindulási pontjai számos teljes indukciós bizonyításnak és algoritmusnak. Emiatt az „üres szorzat értéke 1” elterjedt konvenció a matematikában és a számítógép-programozásban.

### Az üres szorzat definíciójának értelme
Az üres szorzat koncepciójának hasznossága koncepcionálisan a 0 és az üres halmaz hasznosságához hasonlítható: bár önmagukban nem túl érdekes fogalmak, létezésük sok matematikai fogalom egyszerűbb kezelését teszi lehetővé.
Például a 0! = 1 és x0 = 1 üres szorzatok lerövidítik a Taylor-sor lejegyzését (lásd Nulla a nulladikon azt az esetet, amikor x=0). Hasonlóan, ha M egy n × n-es mátrix, akkor M0 éppen az n × n egységmátrix, mivel egy lineáris leképezés nullaszoros alkalmazása megegyezik az identitásfüggvény alkalmazásával.
Egy másik példa, hogy a számelmélet alaptétele szerint minden pozitív egész szám egyféleképpen írható fel prímszámok szorzataként. Ha nem engedjük meg a 0 vagy 1 szorzótényezős szorzatokat, a tétel (és bizonyítása) meghosszabbodik.
Az üres szorzat a következő területeken is előfordul a matematikában: binomiális tétel (ami feltételezi és implikálja, hogy x0=1 bármely x-re), Stirling-szám, Kőnig-egyenlőtlenség, binomiális sor, különbség operátor és Pochhammer-szimbólum.

### Logaritmus
Mivel a logaritmusok a szorzatokat összegekké alakítják, az üres szorzatot üres összeggé kellene leképezniük. Tehát ha az üres szorzat értékét 1-nek definiáljuk, az üres összeg értéke {\displaystyle \ln(1)=0} kellene legyen. Megfordítva, mivel a hatványfüggvények összegeket szorzatokká alakítanak, ha az üres összeg értékét 0-nak tekintjük, az üres szorzat értéke {\displaystyle e^{0}=1} kellene legyen.
{\displaystyle \prod _{i}x_{i}=e^{\sum _{i}\ln x_{i}}}

## Nulláris Descartes-szorzat
Tekintsük a Descartes-szorzat általános definícióját:
{\displaystyle \prod _{i\in I}X_{i}=\{g:I\to \bigcup _{i\in I}X_{i}\ |\ \forall i\ g(i)\in X_{i}\}.}
Ha I üres, az egyetlen megfelelő g az {\displaystyle f_{\varnothing }} üres függvény, mely az üres halmazt az üres halmazra képezi le:
{\displaystyle \prod _{\varnothing }{}=\{f_{\varnothing }:\varnothing \to \varnothing \}=\{\varnothing \}.}
Ezért nulla darab halmaz Descartes-szorzatának számossága éppen 1.
Avagy a szám n-es írásmód szerint:
{\displaystyle \prod _{\varnothing }{}=\{()\},}
tehát az egyelemű halmaz, ami az üres szám n-est tartalmazza. Mindkét reprezentáció szerint az üres szorzat elemszáma 1.

## A logika területén
A klasszikus logika által definiált konjunkció (logikai és) műveletének általánosítása az elsőrendű nyelvben az univerzális kvantifikáció, amit logikai szorzásnak is neveznek, mivel intuitív módon az igaz értékhez az 1-et, a hamishoz a 0-t társítjuk, amitől kezdve a konjunkció a szorzáshoz hasonlóan viselkedik. A szorzatok tetszőleges számú bemenettel rendelkezhetnek. Nulla bemenet esetén az üres konjunkciót kapjuk, melyhez az „igaz” értéket rendeljük.
A fentiek kapcsolódnak a logika egy másik fogalmához, az üres igazsághoz, mely szerint objektumok üres halmaza bármilyen tulajdonságot felvehet. Ez úgy is magyarázható, hogy a konjunkció (mint általában a logika) 1-nél kisebb egyenlő értékekkel foglalkozik. Tehát minél hosszabb a konjunkció, annál valószínűbben vesz fel 0 értéket. A konjunkció egyszerűen ellenőrzi a kijelentések igazságtartalmát, és ha bármelyik hamis, azonnal 0 értéket ad vissza. Ha 0 tesztet kell elvégeznie, akkor nem találkozhat hamis értékkel, ezért igaz értéket kell visszaadnia.

## A számítógép-programozásban
Számos programozási nyelv, köztük a Python is megengedi a számokból álló listák közvetlen felsorolását, és a tetszőleges számú paramétert kezelő függvényeket. Az ilyen nyelvekben a felsorolás elemeit összeszorzó függvény általában a következő módon viselkedik:
```
   listprod( [2,3,5] ) --> 30
   listprod( [2,3] )   --> 6
   listprod( [2] )     --> 2
   listprod( [] )      --> 1
```

Ez a konvenció segít elkerülni az egy, illetve nulla elemszámú listák speciális esetként való kezelését.
A szorzás infix (az operandusok közé írandó) műveleti jel, ezért szükségképpen bináris operátor, ami tovább bonyolítja az üres szorzat jelölését. Egyes programozási nyelvek ezt a problémát a változó aritású függvények bevezetésével oldják meg, ilyen a Lispben használt S-kifejezés (szimbolikus kifejezés) vagy teljes zárójelezésű prefix jelölés, ami a nulláris kifejezések természetes alakját adja:
```
(* 2 2 2)   ; értéke 8
(* 2 2)     ; értéke 4
(* 2)       ; értéke 2
(*)         ; értéke 1
```